# Louise Rosalie Napias
Pour les articles homonymes, voir Napias.
Louise Rosalie Napias, née le 13 février 1878 à Paris et morte le 15 mai 1952 à Villemomble, est une pharmacienne et une féministe française.

## Biographie
Née en 1878 à Paris, dans le 14e arrondissement, d'un père absent et d’une mère lingère et brodeuse, Louise Napias est la nièce du Dr Henri Napias, un hygiéniste, membre de l'Académie de médecine, et directeur de l’Administration générale de l’Assistance publique de Paris à sa mort.
Très tôt, elle se bat pour obtenir son brevet primaire puis son brevet supérieur, en suivant un cours payant.
Elle fréquente les Sociétés d'éducation populaire[Quand ?], comme la  Société pour l'instruction élémentaire ou l’association Philotechnique et y récolte prix et médailles[Lesquels ?]. Certains professeurs s’intéressent à elle, dont Blanche Edwards-Pilliet, une des premières femmes internes en médecine, qui la pousse à devenir pharmacienne.
Face à l'hostilité des pharmaciens à la présence des femmes et disposant de peu de moyens financiers, elle doit se battre pour préparer son baccalauréat et ses stages. Son oncle Henri Napias l'aide à obtenir un poste de préparatrice à l’Institut Pasteur. Rémunérée et pouvant poursuivre ses études, elle est enfin admise à la faculté.
La  Société pour l'amélioration du sort de la femme et la revendication de ses droits, fondée par Maria Deraismes, lui attribue une bourse. Parallèlement à ses études, elle prononce des conférences sur l’école et fonde un patronage laïc, en collaboration avec Ferdinand Buisson. Marguerite Durand, fondatrice du journal La Fronde, lui propose de tenir une chronique scientifique. Louise Napias y écrit plusieurs articles hygiénistes ou médicaux, sous le nom de plume de Blanche Galien, en 1898 et 1899,. En 1900, elle devient la première femme à soutenir une thèse de pharmacie à Paris. Intitulée Action de la bactéridie charbonneuse sur les hydrates de carbone, elle lui vaut une mention très bien avec félicitations du jury.  
À l’Exposition universelle de 1900, elle est présente au sein de la Ligue française de l'enseignement, puis au Comité des dames républicaines. Elle s’occupe encore de l’Université populaire du 14e arrondissement. En 1902, elle y rencontre Augustin Chaboseau, qu'elle épouse le 17 décembre 1902, et dont elle a deux enfants, Jean et Claudienne.
Elle travaille comme pharmacienne au dispensaire du 13e arrondissement jusqu’à sa retraite.
À partir de 1904, on retrouve un de ses articles dans la Revue du socialismes, intitulé  « Les partis socialistes : Allemagne : L'organisation des femmes socialistes ». Deux ans plus tard, elle interroge des personnalités sur le droit de vote des femmes et rédige une étude « Le droit de suffrage pour les femmes » dans la même revue, qui constitue un témoignage socio-historique encore utilisé dans les années 1980.

## Sources
- Florence Rochefort, Michelle Zancarini-Fournel, Le Pouvoir du genre : laïcités et religions, 1905-2005, page 53, Presses universitaires du Mirail, 2007 (ISBN 2858169497).
- Charles Sowerwine, Sisters Or Citizens?: Women and Socialism in France Since 1876, page 119, Cambridge University Press, 1982 (ISBN 9780521234849).